# Kawaniši N1K
Kawaniši N1K byl jednomotorový jednomístný celokovový plovákový stíhací středoplošník japonského císařského námořního letectva z druhé světové války, ze kterého byly odvozeny pozemní stíhací varianty N1K1-J a N1K2-J.
Spojenci typu přiřadili kódové jméno Rex pro plovákovou verzi a George pro pozemní stíhací.

## Vznik
Letoun Kawaniši N1K1 vznikl na základě specifikace 15-Shi, které letectvo zadalo leteckým výrobcům Kawaniši a Nakadžima. Zadání požadovalo plovákový stíhací letoun, který by zajistil vzdušnou ochranu vyloďovacím operacím při absenci letadlových lodí, nebo strojů z pozemních základen.

## Vývoj
Dne 6. května 1942 byl zalétán plovákový prototyp Kawaniši N1K1 Kjófú (強風, Mocný vítr), poháněný dvojhvězdicovým čtrnáctiválcem Mitsubishi MK4D Kasei o výkonu 1073 kW se dvěma dvoulistými protiběžnými vrtulemi. Hydroplán byl vybaven velkým centrálním plovákem pod trupem a dvěma vyvažovacími plováky na konci křídla.
Reduktor protiběžných vrtulí byl ovšem zdrojem častých poruch, proto byl do druhého prototypu, zkoušeného v říjnu 1942, zabudován motor Mitsubishi MK4C Kasei 13 pohánějící jednoduchou třílistou vrtuli, jejíž náboj byl chráněn aerodynamickým krytem. Výzbroj již tvořily dva kanóny vz.99 model 1 ráže 20 mm v křídle a dva kulomety vz. 97 ráže 7,7 mm nad motorem.
Továrna začala dodávat první sériovou verzi Kjófú model 11 na jaře 1943 a po produkci osmi prototypů a 89 sériových strojů byla výroba v březnu 1944 ukončena.
Již v roce 1941 padl návrh, aby byl plovákový stroj přepracován na pozemní stíhací. Práce započaly v prosinci roku 1941 a výsledkem byl zálet 27. prosince 1942 prototypu Kawaniši model X-1, budoucího přepadového stíhacího letounu N1K1-J, poháněný dvouhvězdicovým osmnáctiválcem Nakadžima NK9A Homare o výkonu 1800 k. Ten se však ukázal jako nespolehlivý. Firma Kawaniši v Naruo pokračovala ve vývoji N1K1-J a v červenci 1943 zařadila do zkušebních programů čtvrtý prototyp. Letouny nesly výzbroj složenou z dvojice synchronizovaných kulometů typ 97 ráže 7,7 mm, pod každou polovinou křídla byl navíc instalován jeden kanón typ 99 model 1.
Sériová výroba N1K1-J byla zahájena v prosinci roku 1943. Již předsériové stroje se od prototypů odlišovaly pohonnou jednotkou Micubiši NK9H Homare 21 o výkonu 1484 kW a čtveřicí kanónů typ 99 model 2 s vyšší kadencí a větší úsťovou rychlostí střely. Výroba tohoto typu byla v závodech Naruo ukončena v listopadu 1944 po dodání 541 kusů, továrna Kawaniši v Himedži pokračovala v produkci do června 1945 při dodávce 466 kusů. Z výroby byly dodávány především stroje verze N1K1-J Šiden model 11 (紫電, Fialový blesk), s postupem výroby byly zavedeny rovněž subvarianty N1K1-Ja Šiden model 11A bez kulometů v trupu a N1K1-Jb model 11B, jehož dva kanóny v podkřídelních schránkách byly zabudovány do strukturálně pozměněného křídla vedle stejné dvojice 20mm kanónů. Speciální útočná varianta pak nesla označení N1K1-Jc model 11.

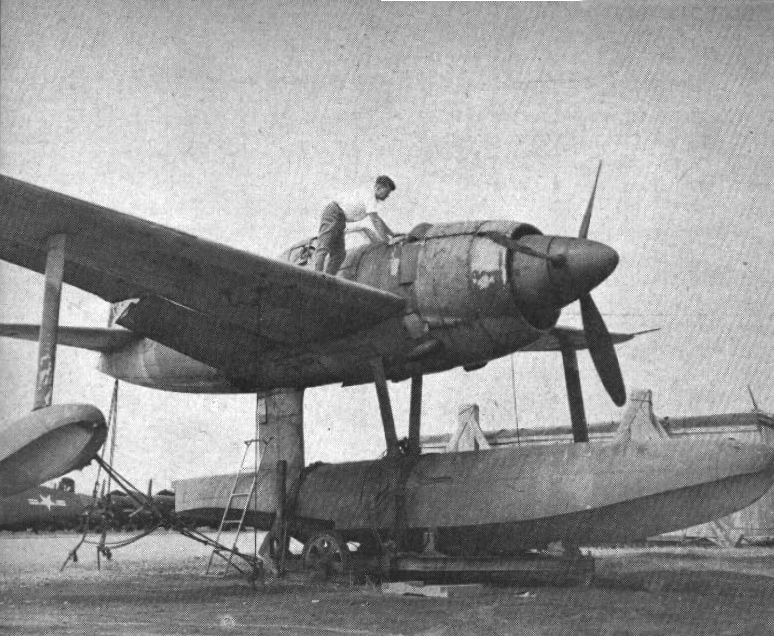
Kawaniši N1K1 na základně NAS Norfolk, 1949

31. prosince 1943 byl zalétán nástupce Šidenu poháněný motorem Mitsubishi NK9H Homare 21. Středoplošná koncepce se po přepracování, spočívající v nižším uložení roviny křídla, změnila na dolnoplošnou. Trup byl prodloužen o 0,46 m a lišil se rovněž krytem motoru a tvarem svislé ocasní plochy. Po testech osmi prototypů byl v roce 1944 zaveden do služby jako N1K2-J Šiden-kai. Ten se se čtyřmi 20mm kanóny ukázal dobrým protivníkem letounů USA. Celková výroba od prosince 1943 do srpna 1945, včetně licenční u společnosti Micubiši, Šówa a námořních leteckých arzenálů, dala 428 exemplářů.
V omezeném počtu byly v Naruo rovněž vyráběny dvoumístné cvičné N1K2-K Šiden-kai Ren-sen se dvěma sedadly pod prodlouženým krytem kabiny.
Pouze ve dvou prototypech postavená verze N1K3-J Šiden-kai 1 model 31, měla z důvodu vzad posunutého těžiště u N1K2-J instalovaný motor Homare 21 o 0,152 m vpřed. Hlavňová výzbroj byla doplněna o dva kulomety typ 3 ráže 13 mm v horní části trupu před kabinou.
I v podmínkách válkou rozvráceného japonského hospodářství byly na jaře roku 1945 postaveny další tři prototypy. N1K4-J Šiden-kai 3 model 32, palubní N1K4-A Šiden-kai 4 model 42 s motorem Micubiši NK9H Homare 23 o výkonu 1491 kW s přímým vstřikováním paliva a výškový stíhací N1K5-J Šiden-kai 5 model 25 s pohonnou jednotkou Micubiši MK9A o výkonu 1641 kW.

## Nasazení

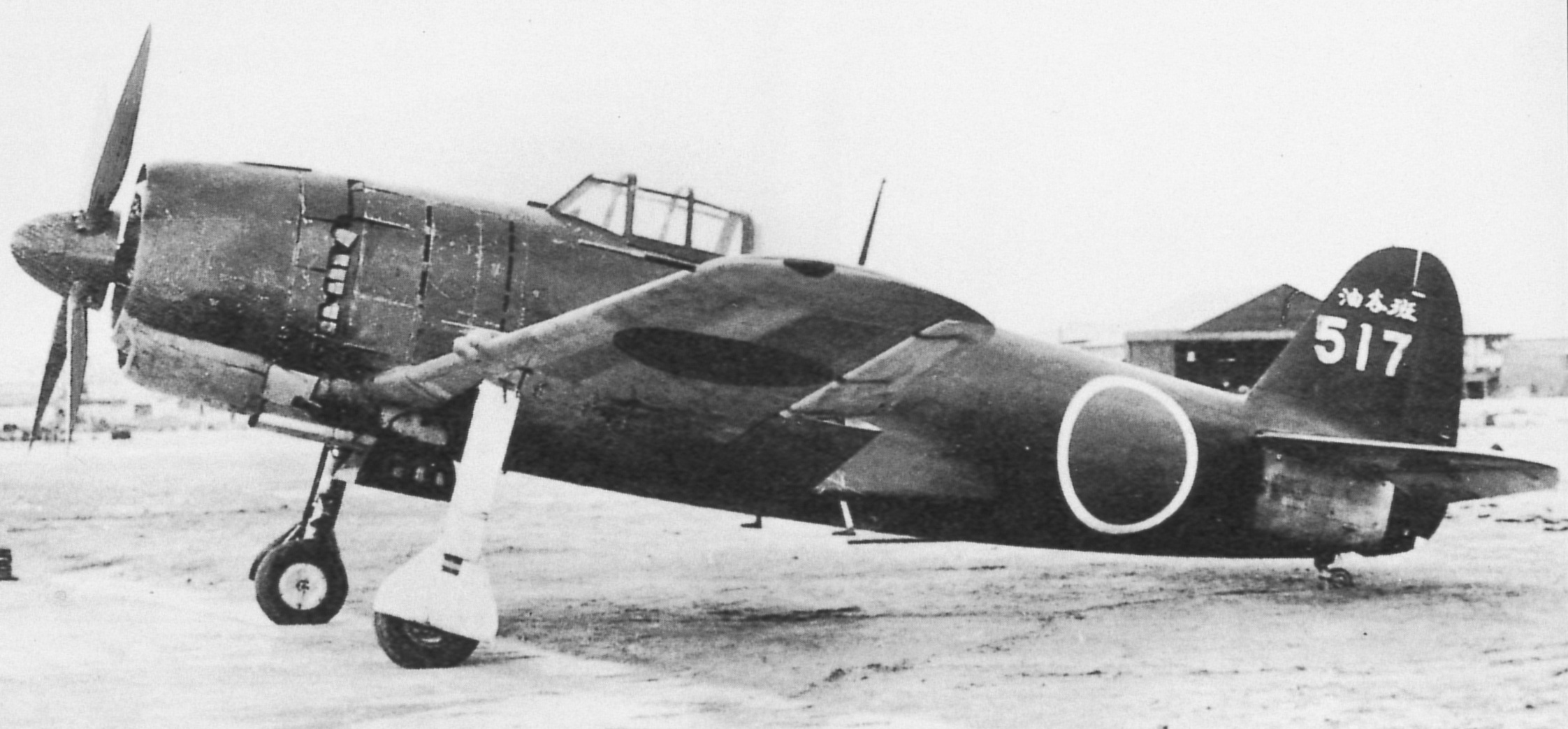
Kawaniši N1K4

Plovákové stroje N1K1 byly bojově nasazeny na Borneu při ochraně rafinérií a při obraně Japonských ostrovů. Tvořily výzbroj jednotek Ócu Kókútai, Sasebo Kókútai, 901. Kókútai a 951. Kókútai.
Prvním útvarem vyzbrojeným N1K1-J se stala v prvním pololetí roku 1944 341. Kókútai „Šiši“, která tyto letouny poprvé bojově nasadila v říjnu při zahájení bojů o Filipíny.
Šideny se objevily také při bojích o Okinawu a při obraně domácích ostrovů. Zařazeny byly např. do stavu Genzan Kókútai, Jokosuka Kókútai, 201. Kókútai, 210. Kókútai (ustavené 15. září 1944 na základně Meiji pod velením poručíka Kazumasa Micumoriho), 341. Kókútai, 343. Kókútai „Curugi“ (založená 25. prosince 1944 na základně Macujama pod velením kapitána Minoru Gendy) a 610. Kókútai.

## Specifikace
Údaje platí pro N1K1 pozdější výroby

### Hlavní technické údaje

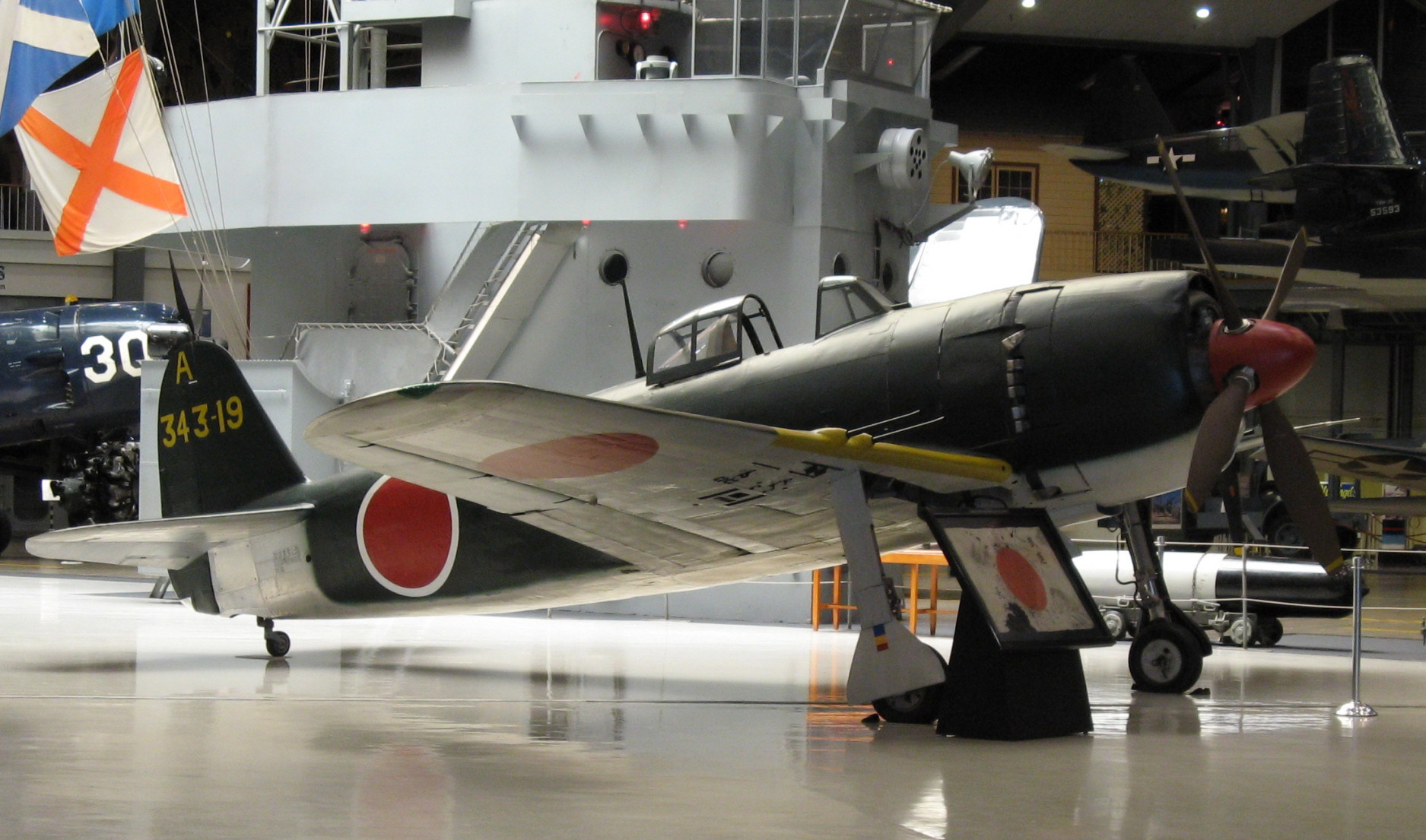
Kawaniši N1K2-J Šiden Kai, Naval Aviation Museum

- Motor: 1 × Mitsubishi MK4E Kasei 15
- Výkon: 1125 kW
- Rozpětí: 12,00 m
- Délka: 10,59 m
- Výška: 4,75 m
- Plocha křídel: 23,50 m²
- Hmotnost prázdného letounu: 2752 kg
- Maximální vzletová hmotnost: 3712 kg

### Výkony
- Maximální rychlost v 5700 m: 488 km/h
- Cestovní rychlost v 2000 m: 370 km/h
- Výstup na 5000 m: 5,5 min
- Dostup: 10 560 m
- Maximální dolet: 1665 km

### Výzbroj
- 2 × kanón Typ 99 Model 1 ráže 20 mm
- 2 × kulomet vz. 97 ráže 7,7 mm